# Synagelides doisuthep
Synagelides doisuthep là một loài nhện trong họ Salticidae.
Loài này thuộc chi Synagelides. Synagelides doisuthep được Dmitri Viktorovich Logunov & Hereward miêu tả năm 2006.